# Angry Birds 3
Pour plus de détails, voir Fiche technique et Distribution.
Angry Birds 3 est un film d'animation américano-japonais réalisé par John Rice, en cours de production pour 2027.

## Fiche technique
Sauf indication contraire, les informations mentionnées dans cette section peuvent être confirmées par les bases de données cinématographiques IMDb et Allociné,  présentes dans la section « Liens externes ».
- Titre provisoire : The Angry Birds Movie 3
- Réalisation : John Rice
- Scénario : Thurop Van Orman (en)
- Sociétés de production : Rovio Entertainment, Sega, Prime Focus Studios[1]
- Pays de production :  États-Unis,  Japon
- Langue originale : anglais
- Genre : animation, aventures, comédie

## Production
Ce troisième film est le premier de la franchise à être une co-production américano-japonaise, Rovio ayant été racheté par Sega.

## Distribution
Sauf indication contraire, les informations mentionnées dans cette section peuvent être confirmées par les bases de données cinématographiques IMDb et Allociné,  présentes dans la section « Liens externes ».

### Voix originales
- Jason Sudeikis : Red
- Josh Gad : Chuck
- Danny McBride : Bomb
- John Malkovich : Dr. Arnold
- Keke Palmer
- Maitreyi Ramakrishnan
- Lily James